# Jolanta Wilk
Jolanta Wilk (ur. 11 września 1961 w Tarnowskich Górach) – polska aktorka, głównie zajmująca się dubbingiem i kabaretem.
Absolwentka Państwowej Wyższej Szkoły Teatralnej im. Ludwika Solskiego w Krakowie Filia we Wrocławiu w 1986.

## Filmografia

### Seriale TV
- 1997: Trzecie kłamstwo w Dom – obsada aktorska
- 1997: Boża podszewka – Młoda chichotka
- 1993: Londyński czek w Żywot człowieka rozbrojonego – obsada aktorska
- 1989: Odbicia – Anita, dziewczyna Andrzeja (odc. 4-6)
- 1989: Modrzejewska (odc. 5)
- 1982: Przygrywka (odc. 5)

### Filmy fabularne
- 1993: Pajęczarki – obsada aktorska
- 1988: Męskie sprawy – obsada aktorska

### Polski dubbing
- 2010: Małe królestwo Bena i Holly
- 2009: Koszmarny Karolek - Wredna Wandzia
- 2009: Harry Potter i Książę Półkrwi
- 2007: Co gryzie Jimmy’ego? – Dolly Gopher
- 2007: Truskawkowe Ciastko: Niezwykłe przygody
- 2007: Rodzina Rabatków – Lilka, córka Agaty
- 2005: Mały wojownik – Sheryl
- 2005: Bratz – Cloe
- 2004: Lilli czarodziejka – Lilli
- 2004: Małgosia i buciki
- 2004: Koszmarny Karolek − Wredna Wandzia
- 2005: Harcerz Lazlo – Miecia
- 2004: Barbie jako księżniczka i żebraczka – Serafina
- 2003: Opowieść o Zbawicielu – Maria Magdalena
- 2003: Kaena: Zagłada światów – Keana
- 2003: Andzia
- 2002: Kryptonim: Klan na drzewie – Numer 3
- 2002–2007: Kim Kolwiek – Monique
- 2002–2005: Co nowego u Scooby’ego?
- 2001: Zakochany kundel II: Przygody Chapsa – Lady
- 2000–2001: Baldur’s Gate II: Cienie Amn – Aerie
- 2000: Oburzające dropsy w Czternaście bajek z Królestwa Lailonii Leszka Kołakowskiego – Hipa
- 2000: Goofy w college’u
- 2000: Franklin i zielony rycerz
- 1999: Gwiezdne wojny: część I – Mroczne widmo – Sabé
- 1998–2004: Atomówki – Bajka
- 1998: Papirus
- 1998: Życzenie wigilijne Richiego Richa
- 1997: Świat królika Piotrusia i jego przyjaciół – Beatrix Potter
- 1997: Piękna i Bestia. Zaczarowane święta – Bella (dialogi)
- 1996: Przygody Pytalskich – Mama Vanilla
- 1996–1998: Kacper – Kat Harvey
- 1996: Miłość i wojna
- 1995: Balto – matka Rosy
- 1995: Zakochany kundel – Lady
- 1994: Superświnka – Penny Round
- 1993–1998: Animaniacy – Dot Warner
- 1991–1993: Powrót do przyszłości
- 1991: Piękna i Bestia – Bella (dialogi) (nowa wersja dubbingu)
- 1991: Trzy małe duszki – Sally
- 1990–1992: Przygody Animków – Shirlejka
- 1990: Pinokio
- 1989–1995: Zamek Eureki
- 1985–1988: M.A.S.K.
- 1983–1987: Fraglesy
- 1969–2006: Wilk i Zając – Zając

### Szymon Majewski Show
Osoby parodiowane przez nią w programie Szymon Majewski Show:
- Joanna Senyszyn
- Jolanta Kwaśniewska
- Renata Beger
- Monika Olejnik
- Janina Paradowska
- Maria Kaczyńska
- Elżbieta Kruk
- Jolanta Szczypińska
- Adam Małysz
- Edyta Górniak